# Jiehkkevárri
Jiehkkevárri (Jæggevarre) je hora v severním Norsku, která je nejvyšším vrcholem Lyngenských Alp. Měří 1834 m a je nejvyšší horou kraje Troms. Prominence hory je 1741 m, což je druhá nejvyšší hodnota v Norsku. Izolace dosahuje 156 km. Nejbližší vesnicí je Lakselvbukt.
Název znamená v severní sámštině „ledovcová hora“. Pro svoji podobu bývá nazývána „Mont Blanc severu“.
Poprvé horu zdolali v roce 1899 Geoffrey Hastings a Elias Hogrenning. JIehkevárri je populární mezi skialpinisty.